# Kaple svatého Josefa (Kyjov)
Kaple svatého Josefa (někdy nazývaná Kaple svatého Josefa dělníka) je římskokatolická klasicistní stavba v Kyjově z let 1831–1832. Byla postavena na místě bývalého farního kostela sv. Martina na kopci vysokém 200 m n. m. s výhledem na centrum města. Kaple je chráněna jako kulturní památka České republiky.

## Historie
Na místě stával románský farní kostel sv. Martina z roku 1180, který byl během Josefínských reforem odsvěcen a roku 1786 přeměněn na vojenské skladiště. Farním kostelem se stal bývalý kapucínský kostel Nanebevzetí Panny Marie a svatého Cyrila a Metoděje na hlavním kyjovském náměstí. Zrušený kostel sv. Martina v roce 1807 vyhořel. Ze zbylého materiálu byla v letech 1831–1832 na jeho místě postavena hřbitovní kaple. Na výstavbu odkázal 3 000 zlatých Josef Urban z čp. 59. Na svátek sv. Josefa, 19. března 1833, byla kaple vysvěcena.
Kaple měla původně jeden hlavní oltář. V roce 1963 sem byl přenesen i barokní oltář sv. Dominika ze zrušené špitální kaple bývalého chudobince Dominika Jurovského na Jungmannově ulici. Rekonstrukce proběhly v letech 1962 a 1995.
V podlaze kaple je kamenná deska s nápisem Dům věčnosti vzácného magistrátu a faráře, která kryje vstup do hrobky. V okolí kaple byl hřbitov obehnaný zdí, kam se pochovávalo do konce roku 1949. V roce 1972 byl hřbitov zrušen úplně. Dnes je zde malý park na ploše asi 0,9 ha a u zdi kaple zůstalo jen šest původních hrobů kyjovských osobností. V prvním je pochován kyjovský měšťan Karel Půrek (1817–1880). Vedle je hrobka stavitelských rodin Paternů, Sonevendů a Polášků, ve které je pohřbeno asi 16 osob, z nichž poslední byla pochována v roce 2007. Další hrob patří prvnímu řediteli kyjovského gymnázia Josefu Klvaňovi (1857–1919) a jeho manželce Růženě (1861–1901). V sousedství je hrob Františka Tauchmana (1874–1944) a jeho rodiny. František Tauchman byl starostou Kyjova (1924–1932) a ředitel gymnázia (1929–1935). Pátý hrob patří řediteli kyjovské měšťanské školy Františku Václavíkovi (1868–1949) a jeho rodině. V posledním je pohřben kyjovský starosta a lékař Severin Joklík (1857–1915) s manželkou Aloisií (1866–1919). V roce 2013 byl v parku odhalen pomník padlým ve světových válkách.

## Zvonice

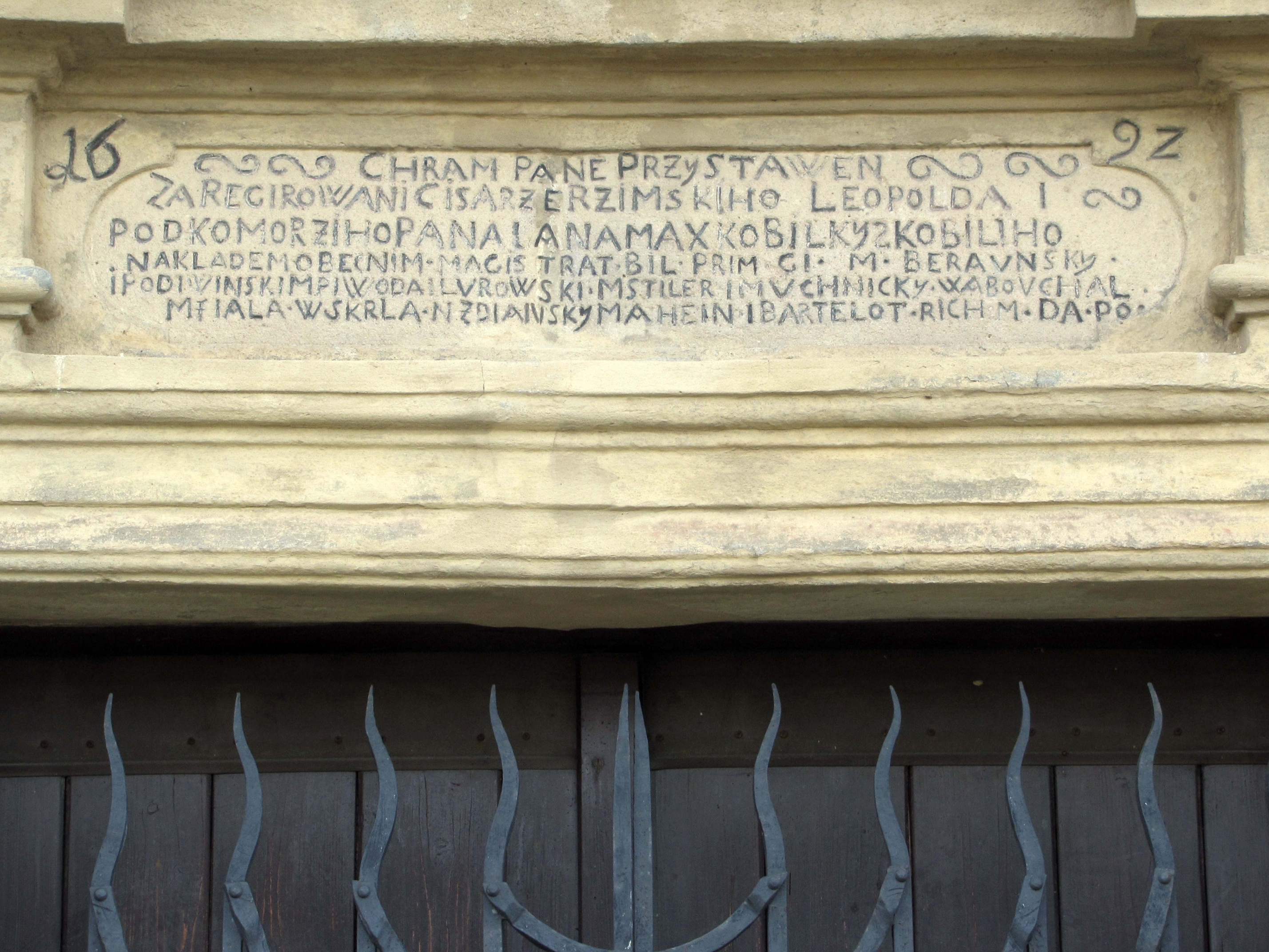
Nápis nad vchodem do kaple z roku 1692

Starý kostel sv. Martina vyhořel několikrát, mimo jiné i v letech 1679 a 1683. V roce 1692 byla proto znovu vystavěna 27 metrů vysoká věž, která se dochovala dosud a byla přičleněna k nové kapli. Protože současný farní kostel na náměstí nemá zvonici, slouží tato věž i jako farní zvonice. 16. května 1917 byly při rekvizici odevzdány a rozbity dva největší zvony, 5. října byl odevzdán i poslední, vážící 4,3 q a odlitý v roce 1862.
Roku 1969 byly za faráře Josefa Moštěka do věže pořízeny tři nové zvony a 24. května 1970 byly vysvěceny. Největší zvon o váze 11 q a průměru 122 cm je zasvěcen sv. Cyrilu a Metoději a naladěn je na tón E1. Zvon sv. Václava váží 4,5 q a s průměrem 90 cm je naladěn na tón A1. Poslední zvon Panny Marie váží 2,5 q, průměr má 75 cm a naladěn je na tón C2. Tyto zvony odlil zvonař Franz Schilling v německé Apoldě v rodinné zvonařské firmě, která vyráběla zvony od roku 1722. O patro výše je umístěn umíráček zasvěcený sv. Martinovi a sv. Mikuláši o váze 70 kg odlitý roku 1817 v Brně.
U dřevěného schodiště v prvním patře věže je pamětní deska s českoněmeckým textem, připomínající návštěvu olomouckého arcibiskupa Bedřicha z Fürstenberku 24. září 1862. Nad vchodem do kaple je vytesán nápis z roku 1692 s textem: 1692 CHRAM PANE PRZYSTAVEN ZA REGIROWANI CISARZE RZIMSKIHO LEOPOLDA I - PODKOMORZIHO PANA IANA MAX KOBILKY Z KOBILIHO NAKLADEM OBECNIM. MAGISTRAT BIL PRIM CI M BERAVNSKY - I PODIVINSKI - M PIWODA - I LVROWSKI - M STILER - I MVCHNICKY - W BOVCHAL - M FIALA - W SKRLA - N ZDIANSKY - MAHEIN - I BARTELOT - RICH M - DA- PO.